# Audi Brasil
Audi Brasil Distribuidora de Veículos é uma subsidiária brasileira da alemã Audi AG. 

## História

### Antecedentes
Em 1993, a Senna Import Participações Ltda., empresa de comercialização de veículos de propriedade de Ayrton Senna trouxe a marca Audi ao ser importada para o Brasil. A importação começou no ano seguinte. Em 2000, a Audi e a família Senna criaram uma joint venture e foi constituída a empresa Audi Senna. A empresa teve o controle dividido entre a Audi (51%) e a família Senna (49%). Em 2005 a família deixou o controle e incorporou Audi Senna para Audi Brasil Distribuidora de Veículos Ltda.

### Construção e inauguração da fábrica
São José dos Pinhais tornou-se  a sede brasileira da marca alemã. Em março de 2000, a fábrica era uma subsidiária da Audi AG e afiliada da Volkswagen do Brasil Ltda.
A construção da fábrica em São José dos Pinhais começou após um concurso público no início de 1997. A gestão do projeto foi liderada pela empresa Scherr+Klimke AG. Depois de um período de construção de 17 meses, a cerimônia de abertura foi realizada pelo presidente Fernando Henrique Cardoso em 18 de Janeiro 1999. A gestão da fábrica brasileira ficou a cargo de Matthias Seidl.
A fábrica produziu o Audi A3, Volkswagen Fox, Volkswagen CrossFox e versões de exportação do Volkswagen Golf.

### Suspensão das atividades e retomada
Em 2020, a Audi anunciou a suspensão da produção de veículos no Brasil devido ao descumprimento de uma devolução de créditos tributários feito pelo governo do país. Em 2022, a marca voltou a produzir seus veículos no Brasil.

## Galeria de Automóveis

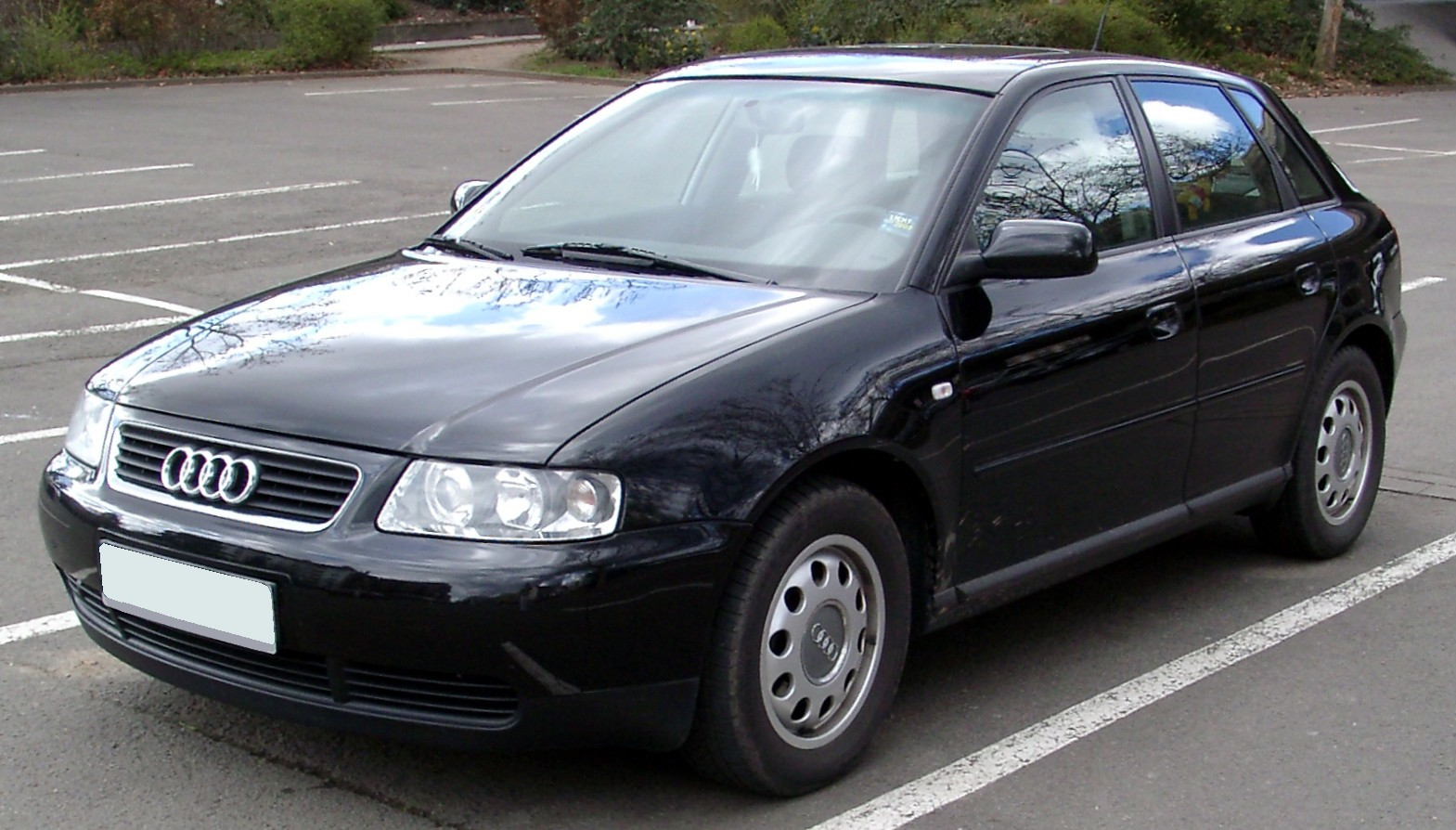
Audi A3 1999 até 2006
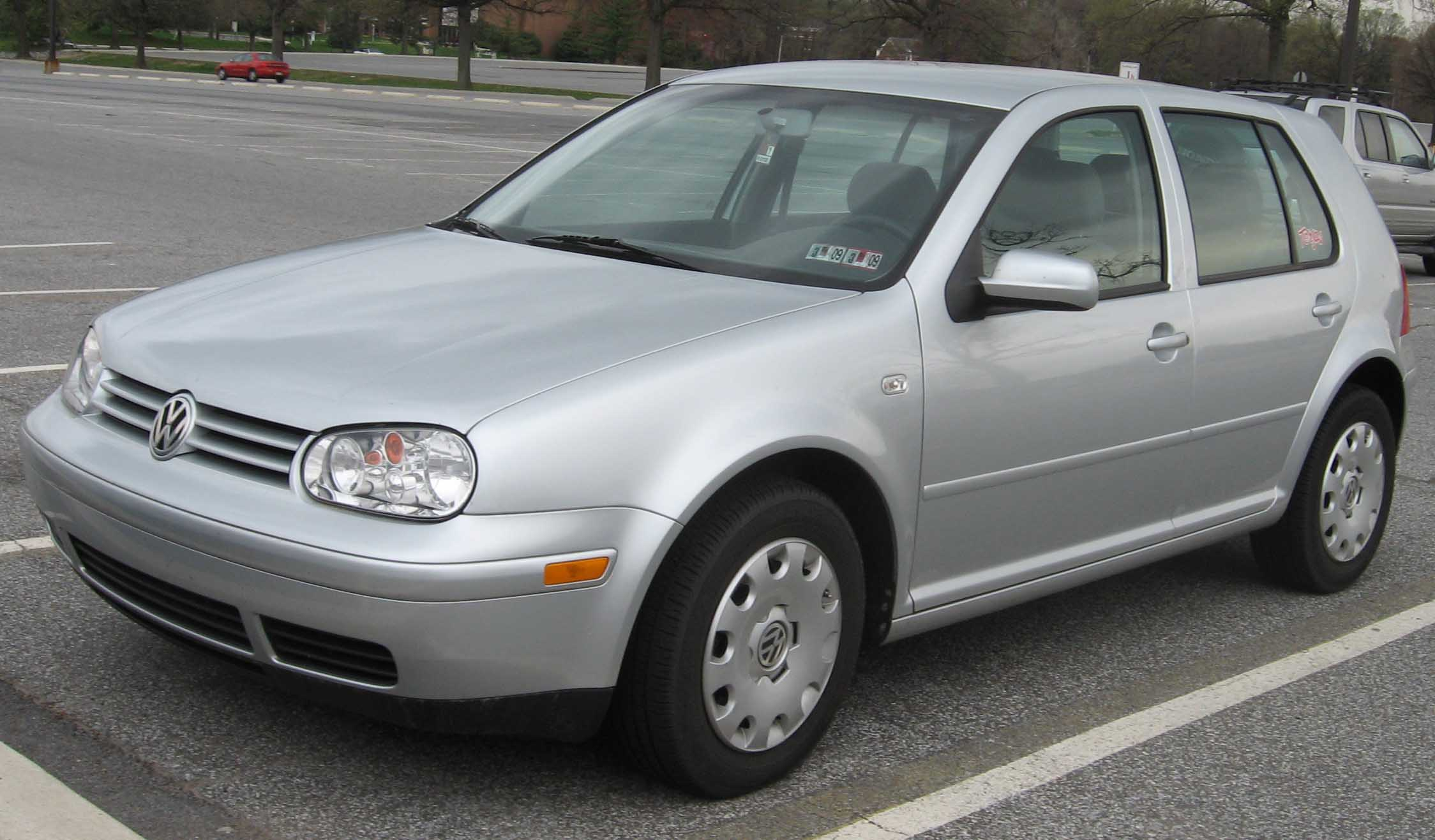
Volkswagen Golf 1999 até 2006
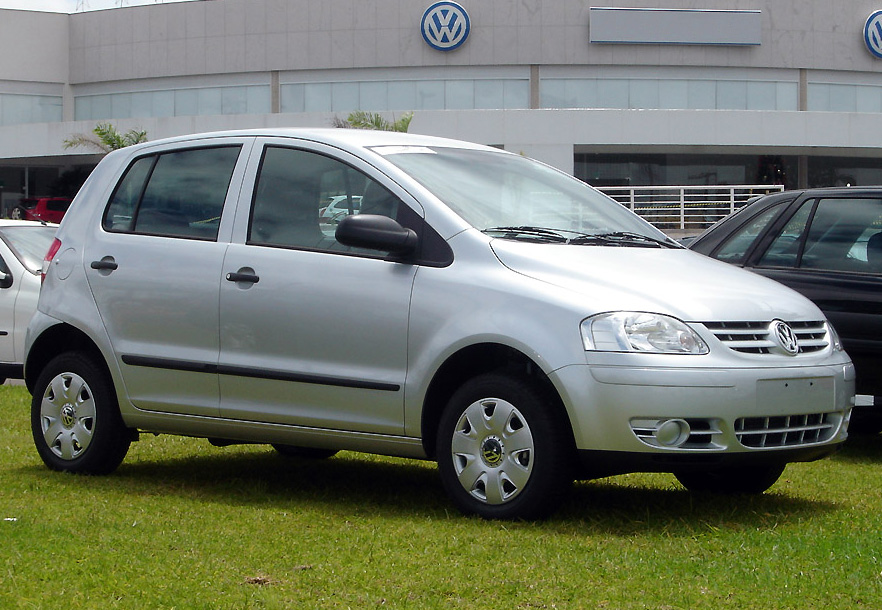
Volkswagen Fox desde 2003
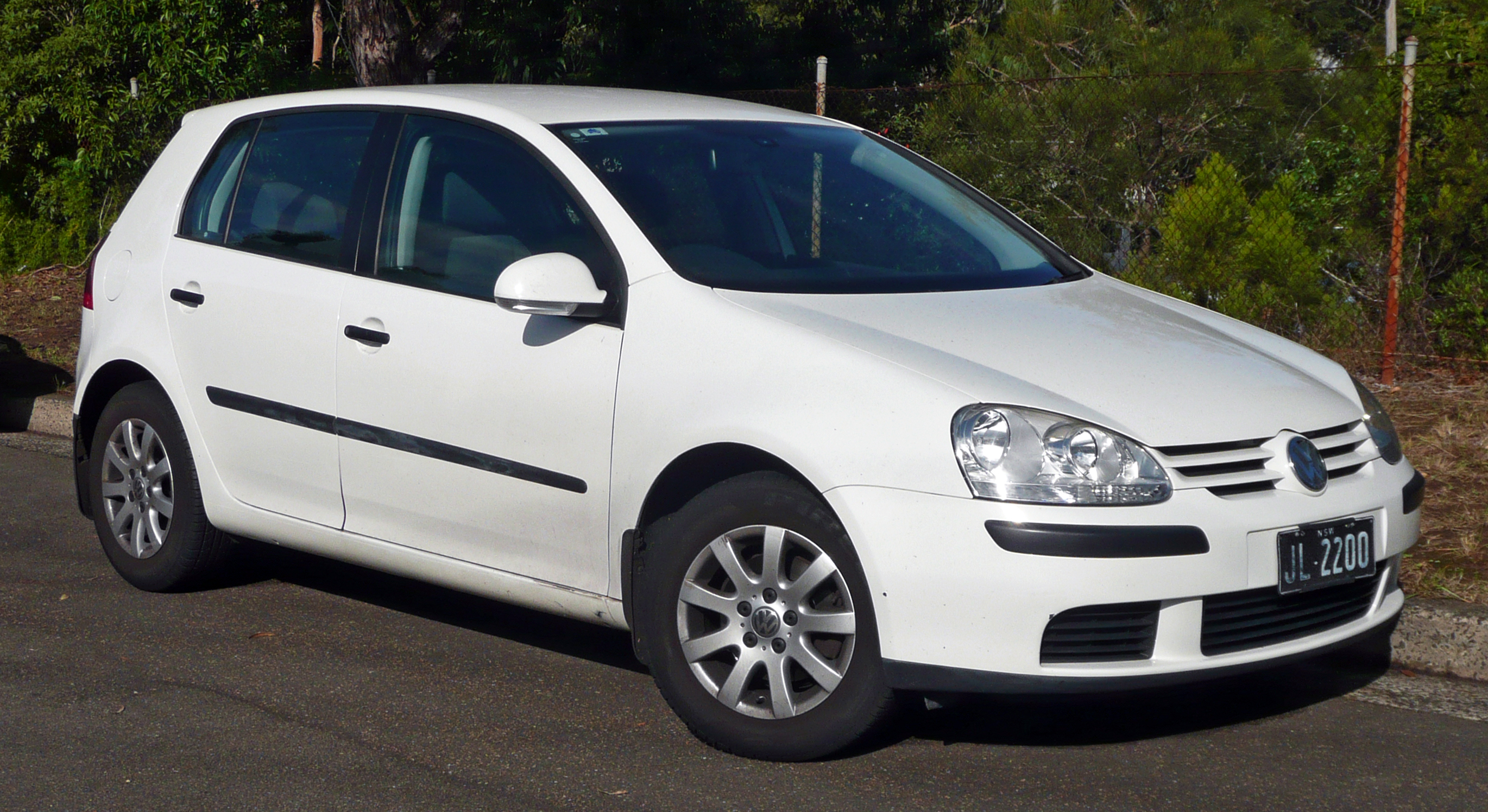
Volkswagen Golf 2006 até 2009 versões de exportação
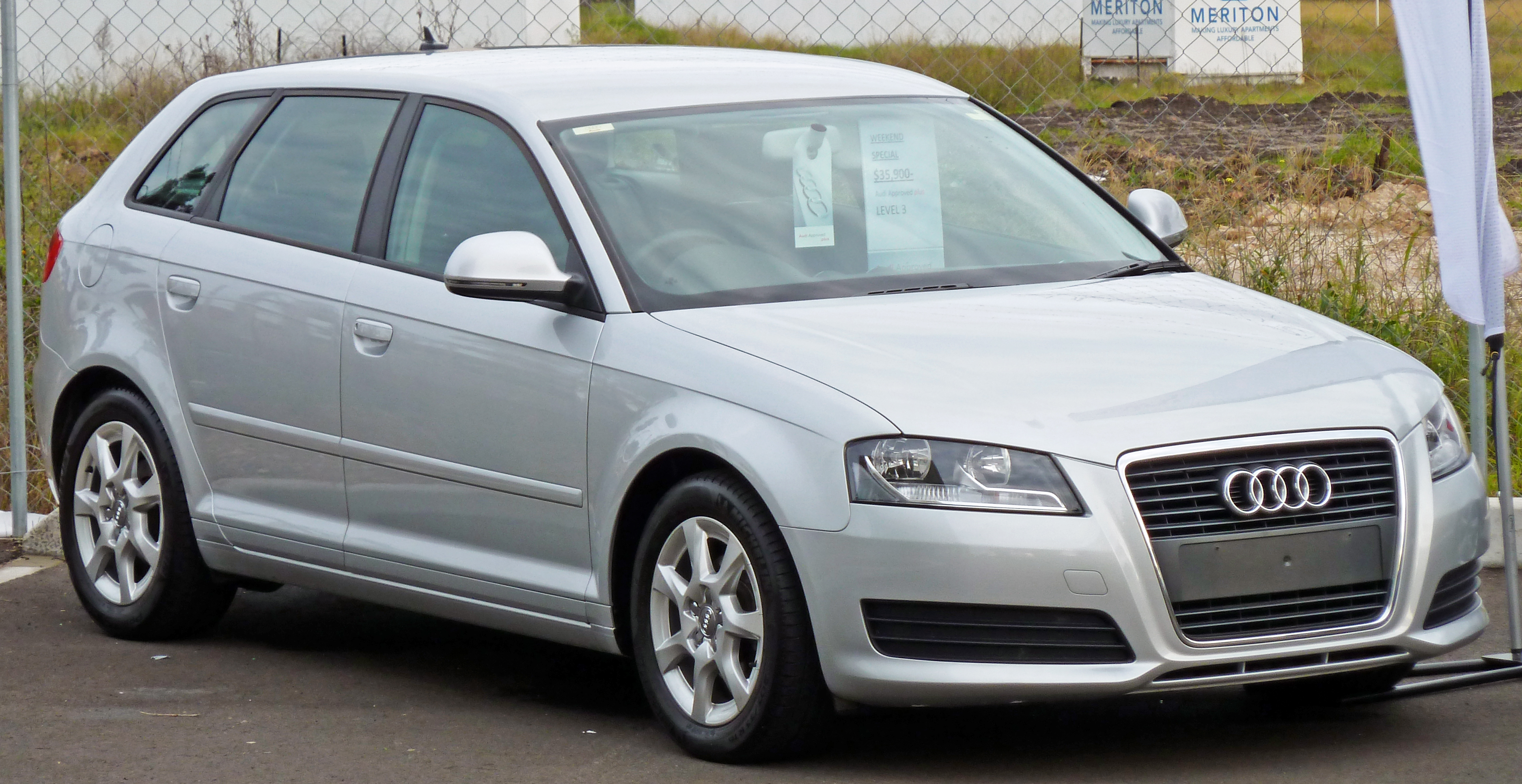
Audi A3 desde 2006
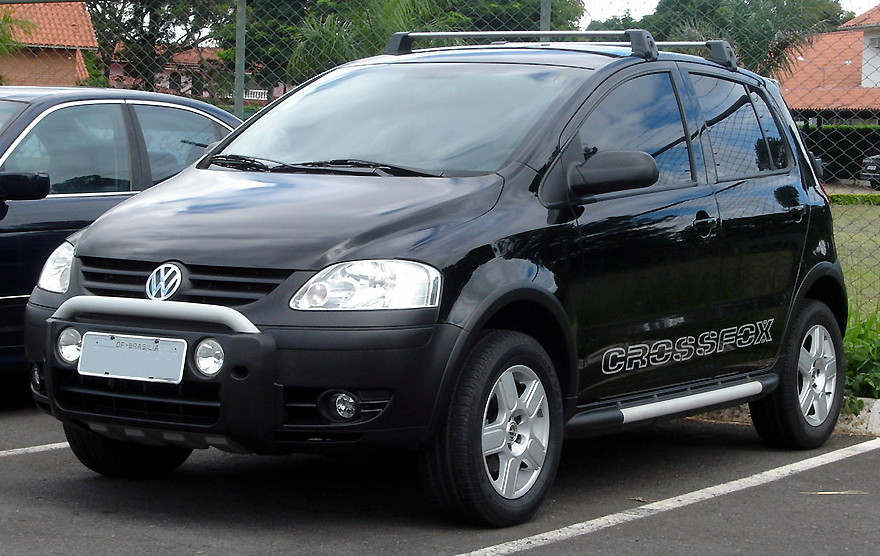
Volkswagen CrossFox desde 2006
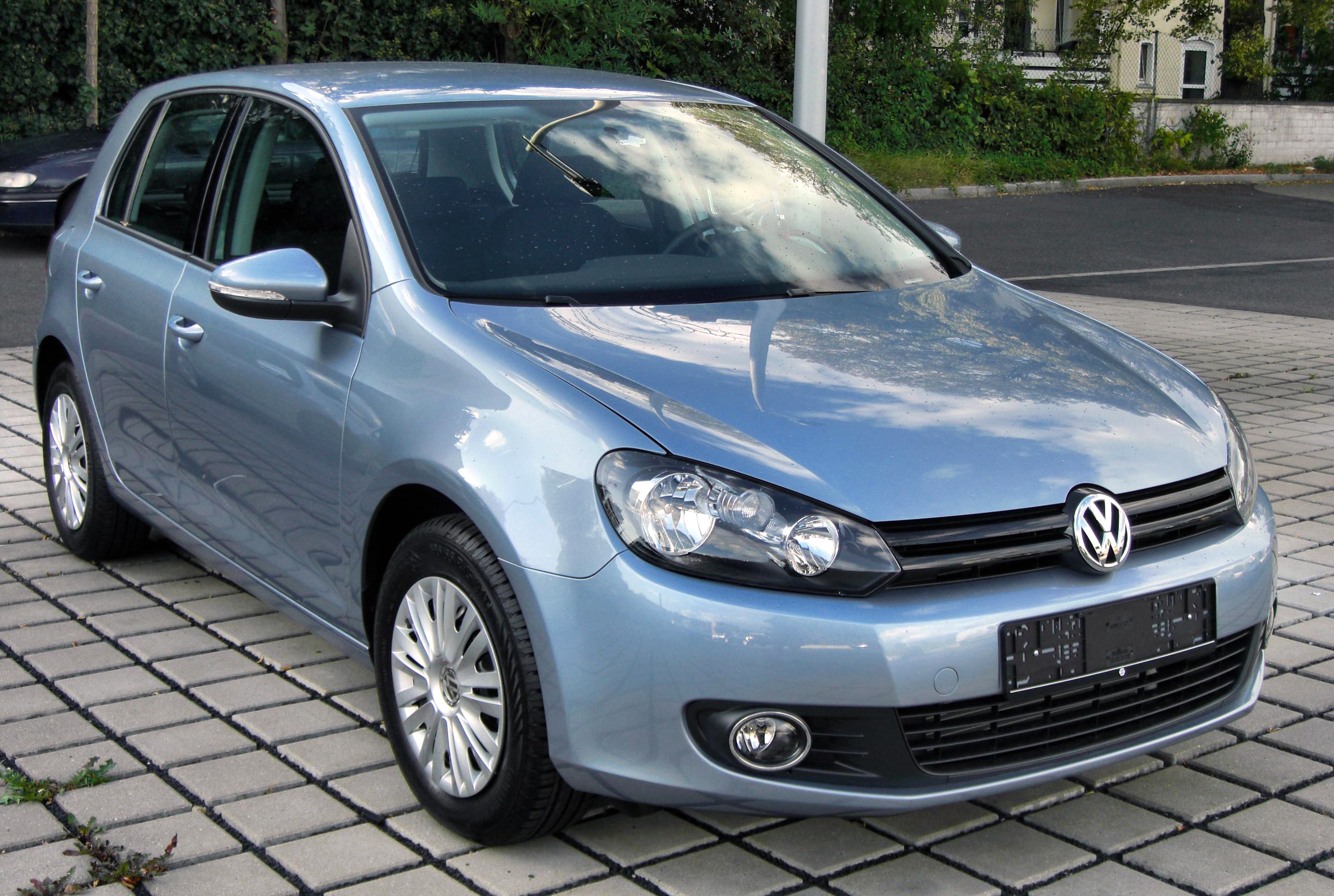
Volkswagen Golf desde 2009 versões de exportação